# Maoridrilus fuscus
Maoridrilus fuscus är en ringmaskart som beskrevs av Lee 1959. Maoridrilus fuscus ingår i släktet Maoridrilus och familjen Acanthodrilidae. Inga underarter finns listade i Catalogue of Life.